# Kulturstiftung der Länder

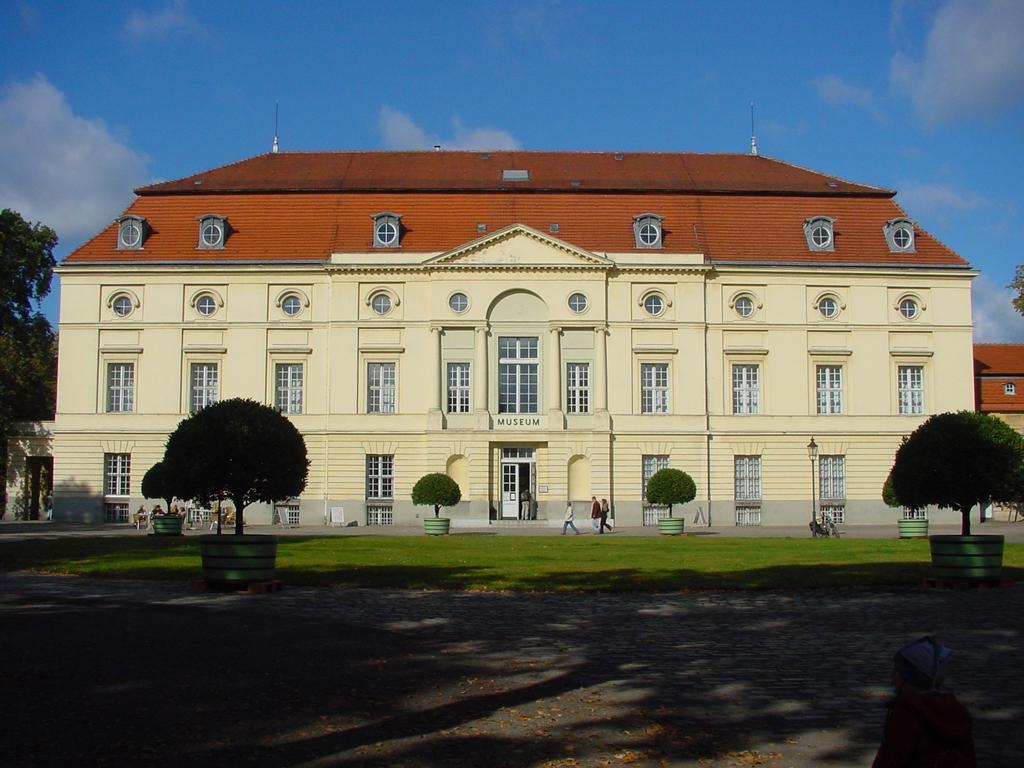
Sitz der Stiftung: Theaterbau des Schlosses Charlottenburg in Berlin

Die Kulturstiftung der Länder ist eine deutsche rechtsfähige Stiftung bürgerlichen Rechts mit Sitz in Berlin. Sie fördert, entwickelt, berät und begleitet im Auftrag der Bundesländer Projekte und Initiativen von gesamtstaatlicher Bedeutung in den Bereichen Kunst und Kultur. Zu ihren Aufgaben zählt insbesondere die Förderung des Erwerbs, des Erhalts, der Dokumentation sowie der Präsentation und Vermittlung von Kulturgut, das für das kulturelle Selbstverständnis und gesellschaftliche Zusammenleben der Menschen in Deutschland einen hohen Wert besitzt.
Die Mittel der Stiftung (rund 10 Millionen Euro jährlich) kommen aus Beiträgen der Länder, die auch Träger der Stiftung sind. Darüber hinaus arbeitet die Stiftung mit zahlreichen öffentlichen und privaten Institutionen, Stiftungen und Einzelpersonen zusammen, die zu den Förderungen beitragen.

## Geschichte
Die Stiftung geht auf eine Idee aus der Zeit der ersten sozialliberalen Koalition unter Bundeskanzler Willy Brandt zurück. Dieser hatte in seiner Regierungserklärung vom 18. Januar 1973 die Gründung einer „Deutschen Nationalstiftung“ angekündigt, in der „öffentliche und private Anstrengungen zur Förderung der Künste“ gebündelt werden sollten. Doch die Umsetzung des Projektes scheiterte lange Zeit an unterschiedlichen Vorstellungen über Namen, Befugnisse, finanzielle Ausstattung und nicht zuletzt den Sitz der künftigen Stiftung.
Gegründet wurde sie schließlich durch ein Abkommen der Länder im Juni 1987, am 1. April 1988 nahm sie ihre Arbeit im damaligen West-Berlin auf. Am 25. Oktober 1991 unterzeichneten die Regierungschefs der Länder das Abkommen über den Beitritt der ostdeutschen Länder mit Wirkung vom 1. Oktober 1991. Nach der gescheiterten Fusion mit der 2002 gegründeten Kulturstiftung des Bundes kündigte der Bund das Abkommen zur Mitwirkung an der Kulturstiftung der Länder zum 31. Dezember 2005, in der anschließenden Bundestags-Enquete-Kommission „Kultur in Deutschland“ wurde Ende 2007 stattdessen das Ziel einer engen Kooperation beider Stiftungen formuliert.
Im Frühjahr 2011 wurde der Junge Freundeskreis gegründet mit der Absicht, „junge Leute dahingehend zu motivieren, sich für die deutsche Kulturlandschaft sowie für die Erhaltung ihrer Kulturgüter zu engagieren und diese langfristig zu fördern“.

## Organisation
Oberstes Entscheidungsgremium der Stiftung ist der Stiftungsrat, der sich aus jeweils einem Mitglied der 16 Landesregierungen sowie ein bis zwei Mitgliedern der Bundesregierung zusammensetzt (§ 6 der Satzung). Den Vorsitz im Stiftungsrat hat der bzw. die jeweils amtierende Vorsitzende der Ministerpräsidentenkonferenz inne. Der Stiftungsrat bestellt den zweiköpfigen Vorstand, der die laufenden Geschäfte der Stiftung führt und sie nach außen vertritt (§ 8).
Das Kuratorium besteht aus Sachverständigen und Förderern (§ 9). Es diskutiert alle Anträge mit einer Fördersumme von über 100.000 Euro und gibt dazu Empfehlungen an den Stiftungsrat ab.
Die Geschäftsstelle wird vom Generalsekretär bzw. der Generalsekretärin geleitet. Bislang hatten dieses Amt inne: Klaus Maurice (1988–1998), Karin von Welck (1998–2004), Isabel Pfeiffer-Poensgen (2004–2017) und Markus Hilgert (2018–31. März 2025). Seit dem 1. April 2025 ist Frank Druffner kommissarischer Generalsekretär.

## Aufgaben

### Förderung
Seit ihrer Gründung unterstützt die Stiftung Museen, Bibliotheken und Archive beim Erwerb von Kulturgütern von gesamtstaatlicher Bedeutung. Dabei agiert die Stiftung nicht nur als Geldgeberin, sondern steht den Geförderten auch mit einem großen Netzwerk an Gutachtern sowie Sponsoren zur Seite. Bislang konnten mit Unterstützung der Stiftung in über 1.000 Fällen Kunstwerke, Sammlungen von Archivalien, Nachlässe von Schriftstellerinnen und Schriftstellern, Handschriften und weiteres Kulturgut für öffentliche Sammlungen gesichert werden. Dafür wendete die Stiftung rund 200 Millionen Euro aus Ländermitteln auf, ohne selbst Eigentum an den Erwerbungen zu erlangen.
Bis 2009 förderte die Kulturstiftung der Länder ca. 250 Ausstellungsvorhaben zu kunst- und kulturhistorisch wichtigen Themen mit regionaler, meist sogar internationaler Relevanz. Der überwiegende Anteil der Mittel wurde hierfür vom Bund auf der Grundlage des später aufgekündigten Mitwirkungsabkommens bereitgestellt. Seit 2009 unterstützt die Kulturstiftung der Länder aus eigenen Mitteln die Realisierung kunst- und kulturhistorischer Ausstellungen von überregionaler Bedeutung. Von 2014 bis 2018 engagierte sich die Stiftung beim Restaurierungsbündnis „Kunst auf Lager“. Seit 2019 fördert die Kulturstiftung der Länder mit einer eigenen Förderlinie die Restaurierung von Kulturgütern nationalen Ranges. Auf Initiative des damaligen Kulturstaatsministers Bernd Neumann (CDU) wurde 2011 gemeinsam von Bund und Ländern die „Koordinierungsstelle für die Erhaltung des schriftlichen Kulturguts“ (KEK) gegründet. Bis heute fördert die Kulturstiftung der Länder die KEK bei Modellprojekten, in denen schriftliche Zeugnisse vor dem Verfall bewahrt werden.
Darüber hinaus fördert die Kulturstiftung der Länder Interessenverbände der bildenden Kunst, der Literatur, des Theaters, der Übersetzerinnen und Übersetzer, der Musik und der Kunstwissenschaft. Die Stiftung ist Kooperationspartner beim Deutschen Theaterpreis Der Faust. Sie betreut und organisiert seit 1996 das Bewerbungs- und Auswahlverfahren der Auslandsstipendien für Künstlerinnen und Künstler. Diese können sich dabei um Aufenthalte in der Deutschen Akademie Rom Villa Massimo, der Deutschen Akademie Rom Casa Baldi in Olevano Romano, im Deutschen Studienzentrum in Venedig und in der Cité Internationale des Arts in Paris bewerben.

### Projekte
- Kinder zum Olymp! ist eine Jugendinitiative der Kulturstiftung der Länder mit dem Ziel, Ideen zur Zusammenarbeit zwischen Kindern, Jugendlichen und Kultur zu befördern. Sie unterstützt neue Konzepte für die Kooperation zwischen Kultur und Schule. anzuregen und Netzwerke zur kulturellen Bildung zu bauen. Die Initiative initiiert den Wettbewerbs „Schulen kooperieren mit Kultur“.[9][10] Ziel des Wettbewerbs ist es, langfristig Strukturen für kulturelle Bildung zu schaffen.[11]
- Seit 2020 ist die Kulturstiftung der Länder administrative und organisatorische Trägerin der Kontaktstelle für Sammlungsgut aus kolonialen Kontexten in Deutschland. Die Kontaktstelle ist Anlaufstelle insbesondere für Menschen aus Herkunftsgesellschaften, die Zugang zu Informationen über einschlägiges Sammlungsgut in Deutschland wünschen.

- Im ersten Jahr der Corona-Pandemie (2020) brachte die Stiftung gemeinsam mit der Beauftragten der Bundesregierung für Kultur und Medien das Förderprogramm KULTUR.GEMEINSCHAFTEN auf den Weg, das Kultureinrichtungen und kulturelle Träger bei der digitalen Transformation unterstützt.

- Seit 2021 realisiert sie – ebenfalls mit der Beauftragten der Bundesregierung für Kultur und Medien – das Kompetenznetzwerk Kulturgutschutz in Deutschland – NEXUD zur Bekämpfung des Handels mit geraubten und illegal eingeführten Kulturgütern.

- Mit dem Projekt „Neues Sammeln“ fördert die Kulturstiftung der Länder seit 2021 die interkulturelle Diversifizierung von Museumssammlungen in Deutschland, 2022 wurden die ersten vier Museen für eine Förderung ausgewählt.

- Nach dem russischen Überfall auf die Ukraine 2022 startete die Kulturstiftung der Länder das Programm „Sonnenstunden“. Es ermöglicht kulturelle Angebote für Kinder und Jugendliche aus der Ukraine, die nach Deutschland geflohen sind. Das Programm wird unterstützt von der Beauftragten der Bundesregierung für Kultur und Medien, der Kulturstiftung der Länder, mit Mitteln aus den Ländern Baden-Württemberg, Berlin, Nordrhein-Westfalen, Sachsen-Anhalt, von der Berliner Architektin Regine Leibinger und der National-Bank.

### Publikationen
Die Stiftung ist Herausgeberin der Zeitschrift Arsprototo, die halbjährlich erscheint und auch den Tätigkeitsbericht der Stiftung enthält. Seit 1988 gibt die Stiftung zudem die Schriftenreihe PATRIMONIA heraus, in der sie ihre wichtigsten Förderungen ediert. Bisher sind über 400 Bände erschienen.